# Victime și vinovați
Victime și vinovați este un film românesc din 1970 regizat de Slavomir Popovici.